# Maruyama Ike
Maruyama Ike (von japanisch 丸い山池 ‚Runder-Hügel-See‘) ist ein See an der Prinz-Harald-Küste des ostantarktischen Königin-Maud-Lands. Auf der Halbinsel Skarvsnes am Ostufer der Lützow-Holm-Bucht liegt er südlich des Maru Yama.
Japanische Wissenschaftler benannten ihn 2012 in Verbindung mit der Benennung des Hügels.